# Lee Se-eun
Lee Se-eun (31 de agosto de 1980) es una actriz surcoreana.

## Carrera
Debutó en 1999 y comenzó a ganar popularidad después de protagonizar la película de terror Bunshinsaba (2004). Participando en la televisión y el cine, en particular Coma (2005), El Amor Necesita un Milagro (2005), Fly High (2007), y El Rey de la Leyenda (2010).

## Filmografía

### Series
| Año  | Título                                      | Rol                         | Red       |
| ---- | ------------------------------------------- | --------------------------- | --------- |
| 2000 | Some Like It Hot                            |                             | MBC       |
| 2002 | Love Rollercoaster                          | Yoon Hee-soo                |           |
| 2002 | Rustic Period                               | Namiko                      | SBS       |
| 2002 | Zoo People                                  | Lee Se-eun                  | KBS2      |
| 2003 | Bodyguard                                   | Han Shin-ae                 | KBS2      |
| 2003 | Dae Jang Geum                               | Park Yeol-yi                | MBC       |
| 2005 | Coma                                        | Yoon Young                  | OCN       |
| 2005 | Be Strong, Geum-soon!                       | Jang Eun-ju                 | MBC       |
| 2005 | Love Needs a Miracle                        | Yoo Se-bi                   | SBS       |
| 2006 | Yeon Gaesomun                               | Go So-yeon                  | SBS       |
| 2007 | Fly High                                    | Cha Yoo-ri                  | SBS       |
| 2010 | The King of Legend                          | Wi Hong-ran                 | KBS1      |
| 2011 | Drama Special "My Wife Disappeared"         | Soo-jin                     | KBS2      |
| 2012 | Salamander Guru and The Shadows             | Cliente (cameo, episodio 7) | SBS       |
| 2012 | Ji Woon-soo's Stroke of Luck                | Han Soo-kyung               | TV Chosun |
| 2014 | Angel's Revenge                             | Lee Jin-yoo                 | KBS2      |
| 2014 | Drama Special "The Girl Who Became a Photo" | Min Yoon-hee                | KBS2      |

### Cine
| Año  | Título                | Rol         |
| ---- | --------------------- | ----------- |
| 2000 | Bloody Beach          | Yeong-woo   |
| 2004 | Bunshinsaba           | Lee Yoo-jin |
| 2006 | Once in a Summer      | Lee Su-jin  |
| 2009 | 윙고외파 (short film) |             |
| 2012 | The Reflection        | Helen       |

### Programa de televisión
| Año  | Programa            | Notas                                      |
| ---- | ------------------- | ------------------------------------------ |
| 2019 | King of Mask Singer | participó como "Wonder Girls" - (ep. #227) |